# Plàcid-Maria de Montoliu i de Sarriera
Plàcid-Maria de Montoliu i de Sarriera (Tarragona, 18 de novembre del 1828 - El Morell, 29 d'octubre del 1899) fou un destacat advocat, historiador i polític català.

## Biografia
Fill de Francesc de Paula de Montoliu i de Dusai i net de Plàcid Manuel de Montoliu i de Bru, Plàcid-Maria nasqué a la casa pairal dels Montoliu, del carrer dels Cavallers. Contragué matrimoni el 5 de maig del 1860 amb Pilar de Togores i de Zafortesa, filla del comte d'Aiamans. Fou alcalde de Tarragona del gener del 1865 al mateix mes del 1867 pel Partit Moderat. Amb la restauració borbònica tornà a la vida política i fou diputat a Corts del Partit Conservador pel districte de Tarragona a les eleccions generals espanyoles de 1876 i 1879 i senador el 1884-1885.
Entrà a formar part de la Comissió Provincial de Monuments Històrics i Artístics de la que arribà a ser el president. Com a propietari vinícola que era s'interessà des del primer moment per tot allò que estigués vinculat amb la fil·loxera i els problemes que comportava i arribà a ser comissari de la Comissió provincial de defensa contra la fil·loxera. Com a home de negocis cal destacar la implicació que tingué en el projecte no reeixit del ferrocarril transversal de Catalunya. També fou president de la delegació tarragonina de l'Institut Agrícola Català de Sant Isidre i com a tal s'entrevistà el 1877 amb el Ministre d'Estat per demanar-li que s'interessés en la conservació dels monestirs de Poblet i Ripoll, i participà en el Congrés General d'Agricultors i Ramaders de Madrid de 1880 amb Pelagi de Camps i de Matas.
Es guanyà la gratitud dels monàrquics alfonsins per la defensa que feu de la causa del príncep Alfons i en ple regnat d'Amadeu I d'Espanya escrigué el llibre “¿Don Alfonso o Don Carlos?” que és una defensa dels drets preferents del primer a la corona espanyola. Alfons XII, bon punt proclamat rei, li volgué manifestar la seva gratitud i el 10 d'abril del 1875 li concedí el títol de marquès de Montoliu.
El CRAI Biblioteca de Fons Antic de la Universitat de Barcelona conserva diverses obres que van formar part de la biblioteca personal de Montoliu, així com un exemple de les marques de propietat que van identificar els seus llibres al llarg de la seva vida.

## Obres
- ¿Don Alfonso ó Don Carlos? : estudio histórico-legal acerca del derecho de sucesión a la corona de España ' (1872)
- Aguas potables de Tarragona (1885)